# Distrikt Oyotún
Der Distrikt Oyotún liegt in der Provinz Chiclayo in der Region Lambayeque im Nordwesten von Peru. Der Distrikt wurde am 23. November 1925 gegründet. Er erstreckt sich über eine Fläche von 487 km². Beim Zensus 2017 wurden 8528 Einwohner gezählt. Im Jahr 1993 lag die Einwohnerzahl bei 10.452, im Jahr 2007 bei 9954. Sitz der Distriktverwaltung ist die 209 m hoch gelegene Kleinstadt Oyotún mit 5918 Einwohnern (Stand 2017). Oyotún liegt 60 km ostsüdöstlich der Regions- und Provinzhauptstadt Chiclayo. 

## Geographische Lage
Der Distrikt Oyotún liegt im Osten der Provinz Chiclayo. Der Río Zaña durchquert den Süden des Distrikts in westlicher Richtung. Im Norden des Distrikts erheben sich die Ausläufer der Westkordillere. Im Flusstal des Río Zaña wird bewässerte Landwirtschaft betrieben. 
Der Distrikt Oyotún grenzt im Westen an den Distrikt Cayaltí, im Nordwesten an die Distrikte Pucalá und Chongoyape, im Norden an den Distrikt Llama (Provinz Chota), im Nordosten an den Distrikt Catache (Provinz Santa Cruz), im Südosten an die Distrikte La Florida, Niepos und Nanchoc (alle drei in der Provinz San Miguel) sowie im Südwesten an den Distrikt Nueva Arica.

## Ortschaften
Neben dem Hauptort Oyotún gibt es folgende größere Ortschaften im Distrikt:
- Chilcal Alto (211 Einwohner)
- El Espinal (244 Einwohner)
- La Compuerta (317 Einwohner)
- Las Delicias (351 Einwohner)